# Олег Копаев
Олег Копаев (на руски: Олег Копаев) е съветски футболист и треньор.

## Кариера
В шампионата на СССР има 259 мача и вкарва 119 гола. Вице-шампион през 1966 г. Участник на Европейското първенство през 1964 г.